# Pozodesmus poco
Pozodesmus poco är en mångfotingart som beskrevs av Shear 1986. Pozodesmus poco ingår i släktet Pozodesmus och familjen Fuhrmannodesmidae. Inga underarter finns listade i Catalogue of Life.